# Championnats d'Europe juniors d'athlétisme 1975
Navigation
1973 1977
Les 3es Championnats d'Europe juniors d'athlétisme se sont déroulés à Athènes (Grèce) du 22 au 24 août 1975 au stade Karaïskaki.

## Résultats

### Garçons
| Épreuves                                    | Or                                                                                   | Argent                                                                                         | Bronze                                                                              |
| ------------------------------------------- | ------------------------------------------------------------------------------------ | ---------------------------------------------------------------------------------------------- | ----------------------------------------------------------------------------------- |
| 100 m (détails) (Vent : +2,0 m/s)           | Werner Bastians 10 s 52                                                              | Jean-Claude Amoureux 10 s 53                                                                   | Marian Woronin 10 s 55                                                              |
| 200 m (détails) (Vent : -3,2 m/s)           | Werner Bastians 21 s 29                                                              | Marc Machabey 21 s 40                                                                          | Michael Gruse Eddy Albertin 21 s 53                                                 |
| 400 m (détails)                             | Henryk Galant 46 s 88                                                                | Peter Hoffmann 47 s 27                                                                         | Bernd Reimann 47 s 41                                                               |
| 800 m (détails)                             | Guy Gabrielli 1 min 49 s 8                                                           | Ioannis Konnari 1 min 49 s 9                                                                   | Rüdiger Möhler 1 min 50 s 0                                                         |
| 1 500 m (détails)                           | Ari Paunonen 3 min 44 s 8                                                            | Dmitriy Dmitriyev 3 min 45 s 1                                                                 | Sebastian Coe 3 min 45 s 2                                                          |
| 3 000 m (détails)                           | Yvan Naessens 8 min 10 s 6                                                           | Patriz Ilg 8 min 15 s 0                                                                        | José Luis Gonzalez 8 min 17 s 0                                                     |
| 5 000 m (détails)                           | Pyotr Chernyuk 14 min 18 s 0                                                         | John Treacy 14 min 19 s 2                                                                      | Anatoliy Dimov 14 min 20 s 6                                                        |
| 2 000 mètres steeple (détails)              | Mickey Morris 5 min 34 s 8                                                           | Konstantinos Sakalis 5 min 37 s 2                                                              | Christer Ström 5 min 37 s 4                                                         |
| 110 mètres haies (détails) (Vent : 0,0 m/s) | Aleksandr Puchkov 14 s 07                                                            | Javier Moracho 14 s 46                                                                         | Thomas Wild 14 s 50                                                                 |
| 400 mètres haies (détails)                  | Andreas Munch 51 s 26                                                                | Volker Beck 51 s 46                                                                            | José Alonso 51 s 57                                                                 |
| 10 000 m marche (détails)                   | Roland Wieser 43 min 11 s 4                                                          | Olaf Pilarski 43 min 49 s 0                                                                    | Mykola Vynnychenko 44 min 08 s 2                                                    |
| Saut en hauteur (détails)                   | Jacek Wszoła 2,22 m                                                                  | Vladimir Andreyev 2,20 m                                                                       | Giordano Ferrari 2,16 m                                                             |
| Saut à la perche (détails)                  | Aleksandr Dolgov 5,00 m                                                              | Felix Böhni 4,80 m                                                                             | Aleksandr Vostrikov 4,80 m                                                          |
| Saut en longueur (détails)                  | Leszek Dunecki 7,98 m                                                                | Jochen Verschl 7,93 m (w)                                                                      | Jaroslav Priscak 7,84 m (w)                                                         |
| Triple saut (détails)                       | Aston Moore 16,16 m                                                                  | Gennadiy Kovtunov 16,06 m                                                                      | Miloš Srejović 15,99 m                                                              |
| Lancer du poids (détails)                   | Volodymyr Kyselyov 18,27 m                                                           | Roland Höhne 18,16 m                                                                           | Luc Viudès 17,36 m                                                                  |
| Lancer du disque (détails)                  | Helmut Klink 55,48 m                                                                 | Kiril Georgiev 54,84 m                                                                         | Ihor Duhinets 53,70 m                                                               |
| Lancer du marteau (détails)                 | Detlef Gerstenberg 70,08 m                                                           | Klaus Ploghaus 65,90 m                                                                         | Sergey Litvinov 64,44 m                                                             |
| Lancer du javelot (détails)                 | Ivan Gromov 77,92 m                                                                  | Udo Maussnest 76,00 m                                                                          | Yuriy Kopylov 75,44 m                                                               |
| Relais 4 × 100 mètres (détails)             | France Jean-Claude Amoureux Marc Machabey Jacques Matz Erik Guy 40 s 07              | Allemagne de l'Ouest Werner Bastians Friedhelm Heckel Michael Gruse Robert Tempel 40 s 25      | Espagne Josep Carbonell Juan Reventer Miguel Arnau Ángel Heras 40 s 52              |
| Relais 4 × 400 mètres (détails)             | Allemagne de l'Est Volker Beck Bernd Reimann Ronald Röder Andreas Münch 3 min 08 s 7 | Allemagne de l'Ouest Harald Schmid Ludger Zander Gerhard Trabert Volker Längsfeld 3 min 09 s 0 | Pologne Henryk Galant Wieslaw Puchalski Edward Antczak Marek Jakubczyk 3 min 09 s 7 |
| Décathlon (détails)                         | Eckart Müller 7 706 pts                                                              | Georg Werthner 7 468 pts                                                                       | Anatoliy Novikov 7 424 pts                                                          |

### Filles
| Épreuves                          | Or                                                                                            | Argent                                                                                      | Bronze                                                                                  |
| --------------------------------- | --------------------------------------------------------------------------------------------- | ------------------------------------------------------------------------------------------- | --------------------------------------------------------------------------------------- |
| 100 m (détails) (Vent : +4,9 m/s) | Petra Koppetsch 11 s 34 (w)                                                                   | Marlies Oelsner 11 s 43 (w)                                                                 | Wendy Clarke 11 s 53 (w)                                                                |
| 200 m (détails) (Vent : -1,5 m/s) | Petra Koppetsch 23 s 20                                                                       | Wendy Clarke 23 s 85                                                                        | Silvia Schinzel 23 s 93                                                                 |
| 400 m (détails)                   | Christine Brehmer 51 s 27                                                                     | Marita Koch 51 s 60                                                                         | Rosine Wallez 52 s 55                                                                   |
| 800 m (détails)                   | Olga Commandeur 2 min 05 s 8                                                                  | Zora Tomecic 2 min 06 s 1                                                                   | Rita Thijs 2 min 06 s 1                                                                 |
| 1 500 m (détails)                 | Angelika Kuhse 4 min 18 s 6                                                                   | Loa Olafsson 4 min 19 s 6                                                                   | Gabriella Dorio 4 min 19 s 6                                                            |
| 100 mètres haies (détails)        | Laurence Lebeau 13 s 77                                                                       | Ute Glatte 13 s 98                                                                          | Xénia Siska 14 s 07                                                                     |
| Saut en hauteur (détails)         | Alla Fedorchuk 1,88 m                                                                         | Susann Sundkvist 1,86 m                                                                     | Brigitte Holzapfel 1,80 m                                                               |
| Saut en longueur (détails)        | Irina Zhidova 6,36 m                                                                          | Birgit Grimm 6,31 m                                                                         | Doina Spinu 6,30 m                                                                      |
| Lancer du poids (détails)         | Verzhinia Vesselinova 17,30 m                                                                 | Zhivka Dimitrova 17,05 m                                                                    | Karin Kracik 16,21 m                                                                    |
| Lancer de disque (détails)        | Katrin Wenzel 55,06 m                                                                         | Katalin Csoke 50,48 m                                                                       | Tanya Racheva 50,46 m                                                                   |
| Lancer du javelot (détails)       | Leolita Blodniece 60,62 m                                                                     | Drahomira Dryeova 57,44 m                                                                   | Vera Portnova 55,62 m                                                                   |
| Relais 4 × 100 mètres (détails)   | Allemagne de l'Est Petra Koppetsch Marlies Oelsner Margit Sinzel Christine Brehmer 44 s 05    | Pologne Elżbieta Stachurska Barbara Mika Zofia Filip Ewa Witkowska 44 s 93                  | Allemagne de l'Ouest Claudia Steger Dagmar Schenten Birgit Seiring Ina Wallburg 45 s 32 |
| Relais 4 × 400 mètres (détails)   | Allemagne de l'Est Christine Brehmer Marita Koch Margit Sinzel Hildegard Ullrich 3 min 33 s 7 | Allemagne de l'Ouest Angelika Stachowicz Maria Kögel Ursula Hook Heike Neumann 3 min 37 s 9 | Royaume-Uni Anne Clarkson Diane Heath Ruth Kennedy Karen Williams 3 min 39 s 1          |
| Pentathlon (détails)              | Brigitte Holzapfel 4 450 pts                                                                  | Andrea Seeger 4 389 pts                                                                     | Petra Prenner 4 363 pts                                                                 |

## Tableau des médailles[1]
- Pays hôte

| Rang  | Nation               | Or | Argent | Bronze | Total |
| ----- | -------------------- | -- | ------ | ------ | ----- |
| 1     | Allemagne de l'Est   | 12 | 8      | 2      | 22    |
| 2     | Union soviétique     | 8  | 3      | 8      | 19    |
| 3     | Allemagne de l'Ouest | 4  | 7      | 4      | 15    |
| 4     | Pologne              | 3  | 1      | 2      | 6     |
| 5     | France               | 3  | 2      | 1      | 6     |
| 6     | Royaume-Uni          | 2  | 2      | 3      | 7     |
| 7     | Bulgarie             | 1  | 2      | 1      | 4     |
| 8     | Finlande             | 1  | 1      | 0      | 2     |
| 9     | Belgique             | 1  | 0      | 2      | 3     |
| 10    | Pays-Bas             | 1  | 0      | 0      | 1     |
| 11    | Grèce                | 0  | 2      | 0      | 2     |
| 12    | Espagne              | 0  | 1      | 3      | 4     |
| 13    | Autriche             | 0  | 1      | 2      | 3     |
| 14=   | Tchécoslovaquie      | 0  | 1      | 1      | 2     |
| 14=   | Yougoslavie          | 0  | 1      | 1      | 2     |
| 14=   | Suisse               | 0  | 1      | 1      | 2     |
| 14=   | Hongrie              | 0  | 1      | 1      | 2     |
| 18=   | Danemark             | 0  | 1      | 0      | 1     |
| 18=   | Irlande              | 0  | 1      | 0      | 1     |
| 20    | Italie               | 0  | 0      | 3      | 3     |
| 21=   | Roumanie             | 0  | 0      | 1      | 1     |
| 21=   | Suède                | 0  | 0      | 1      | 1     |
| Total | Total                | 36 | 36     | 37     | 109   |